# Happydeadmen
Happydeadmen var ett svenskt popband bildat i Stockholm 1988. Bandet har kallats för Sveriges första indiepopband.

## Medlemmar
- Jan Hedin (sång och gitarr)
- Magnus Karlsson (gitarr)
- Roger Kjellgren (bas)
- Thomas Kristoffersson (trummor)

## Diskografi

### Album
- 1989 – Eleven pop songs
- 1993 – Game, Set, Match
- 1997 – Bullfights Every Sunday
- 1998 – After The Siesta
- 1999  – Happydeadmen Classics - A Decade In Pop

### Singlar
- Silent Sigh City
- Science Fiction
- De Bricassart EP
- Lovesong

## Fotnoter
1. ↑  ”Riddarna kring indiebordet”. SVD.se. 29 september 2006. http://www.svd.se/kulturnoje/nyheter/artikel_356906.svd. Läst 7 april 2008.